# Pierre levée d'Aillé
La Pierre levée d'Aillé est un dolmen situé sur le territoire de la commune de Saint-Georges-lès-Baillargeaux, dans le département de la Vienne.

## Historique
L'édifice est déjà mentionné dans des actes de 1486 et 1506. L'abbé Gibault l'aurait fouillé en 1819. Le Touzé de Longuemar en dressa un plan au XIXe siècle. Il est classé au titre des monuments historiques par arrêté du 10 août 1932.

## Caractéristiques
Le dolmen est constitué de dalles de grès. La table de couverture est brisée en deux parties. Elle repose sur quatre orthostates. La dalle du fond, au nord-ouest, mesure 4 m de longueur et celle située au sud-est mesure 3 m de longueur. La chambre mesure environ 4 m de long sur 2 m de large. Une cinquième dalle au sud-est pourrait correspondre à une partie du portique d'entrée. 
L'édifice fut fouillé en 1864 par l'abbé Gibault qui y découvrît des perles en verre bleu avec des incrustations jaunâtres.